# Saint-Geniès-de-Varensal
Saint-Geniès-de-Varensal är en kommun i departementet Hérault i regionen Occitanien i södra Frankrike. Kommunen ligger i kantonen Saint-Gervais-sur-Mare som tillhör arrondissementet Béziers. År 2022 hade Saint-Geniès-de-Varensal 216 invånare.

## Befolkningsutveckling
Antalet invånare i kommunen Saint-Geniès-de-Varensal
Referens:INSEE